# Капальський сільський округ
Капа́льський сільський округ (каз. Қапал ауылдық округі, рос. Капальский сельский округ) — адміністративна одиниця у складі Аксуського району Жетисуської області Казахстану. Адміністративний центр — село Капал.
Населення — 3727 осіб (2021; 3869 у 2009, 3883 у 1999, 6299 у 1989).
Станом на 1989 рік існувала Капальська сільська рада (село Капал) колишнього Капальського району.